# Astkhik Planum
Pour les articles homonymes, voir Astkhik.
Astkhik Planum est un haut-plateau situé sur Vénus dans le quadrangle de Kaiwan Fluctus. Il a été nommé en référence à Astghik (en), déesse arménienne de l'amour, de la beauté et de l'eau.